# Corent
Corent is een gemeente in het Franse departement Puy-de-Dôme (regio Auvergne-Rhône-Alpes) en telt 568 inwoners (1999). De plaats maakt deel uit van het arrondissement Clermont-Ferrand.

## Geografie
De oppervlakte van Corent bedraagt 2,7 km², de bevolkingsdichtheid is 210,4 inwoners per km².
De onderstaande kaart toont de ligging van Corent met de belangrijkste infrastructuur en aangrenzende gemeenten.

## Demografie
Onderstaande figuur toont het verloop van het inwonertal (bron: INSEE-tellingen).